# Hati (germansko pleme)
Hati (latinsko Chatti, starogrško οι Κάττοι, latinizirano: Káttoi ali Κάτται, Káttai, nemško Chatten) so bili germansko pleme, katerega pradomovina na začetku 1. tisočletja je bila dolina gornjega Weserja.  Obsegala je sedanji centralni in severni Hessen in južno Spodnji Saško okoli rek Wesser, Eder in Fulda. Po Tacitu so bili med Hati tudi predniki Batavov, ki so se morali zaradi medplemenskih sporov preseliti na zahod v sedanjo Holandijo.
Julij Cezar, ki je bil dobro obveščen o pokrajinah in plemenih vzhodno od Rena, Hatov ne omenja.  Hati se v rimskih virih prvič omenjajo v 1. stoletju. Posebno dobro jih je opisal Tacit, ki pravi, da so bili eno od redkih germanskih plemen, ki je dajalo prednost pehoti in ne konjenici in je imelo logistično infrastrukturo za dolgotrajne pohode. Hati so sodelovali v bitki v Tevtoburškem gozdu in po njej močno branili svojo neodvisnost od Rimljanov. Okoli leta 50 so preprečili njihov vpad v Spodnjo Germanijo. Dejavnost Hatov in njim sorodnih plemen je Rimljane prisililo k izgradnji limesa na Renu. 
Domneva se, da so se Hati sčasoma zlili z večjimi germanskimi ljudstvi, med katerimi se kot najverjetnejši omenjajo Franki. 
Domneva se tudi, da je ravno iz njihovega imena nastalo ime dežele Hessen.